# Chown
chown (change owner) och chgrp (change group), är skalkommando i unixliknande miljöer. Kommandona ändrar "ägare" och "grupp" respektive grupp för en eller flera filer eller för alla filer i ett eller flera filträd.
I Unixliknande system är varje fil kopplad till ett användar-id ("uid", i sin tur i allmänhet kopplat till ett användarnamn, som kan representera en enskild användare eller en systemfunktion) och ett grupp-id (gid). chown ändrar användar-id kopplat till filen och gruppen, om också en sådan anges. chgrp ändrar endast gruppen.
Normala användare kan ändra ägare eller grupp bara för filer de själva äger. I en del system kan (av säkerhetsskäl) vanliga användare inte ändra ägare överhuvudtaget. I en del system förutsätts på motsvarande vis att en vanlig användare är associerad till den grupp som skall tilldelas filen.
Om ägare eller grupp för en fil ändras av en vanlig användare stryks eventuella flaggor för byte av ägare eller grupp (vilka används för att ge rätt åt andra att köra ett program med ägarens eller gruppens rättigheter eller kan påverka gruppen för nya filer i en katalog).

## Användning
```
chown användarnamn fil
chown användarnamn:grupp fil
chgrp grupp fil
chown -R användarnamn:grupp katalog/
chgrp -R grupp katalog/
```

Med tilläggsflaggor kan man styra hur symboliska länkar hanteras.
Istället för användarnamn och gruppnamn kan motsvarande numeriska koder användas. Också då används användar- och gruppdatabaserna.
Traditionellt användes chown och chgrp skilt om både ägare och grupp skulle ändras. Det senare kommandots funktionalitet lades till i BSD 4.3, med punkt som avskiljare. Då punkt också kan förekomma i användarnamn ändrades avskiljaren till kolon.